# Kazimierz Światocho
Kazimierz Światocho, na emigracji Kazimierz „Casimir” Swiatocho (ur. 27 września?/10 października 1914 w Mińsku, zm. 31 października 1990 w Newington) – major Wojska Polskiego, harcmistrz, działacz kombatancki i emigracyjny w Stanach Zjednoczonych.

## Życiorys
Kazimierz Światocho (na emigracji określany jako Kazimierz „Casimir” Swiatocho) urodził się 10 października 1914 w Mińsku. Pochodził z Wilna. Tam w 1932 związał się z harcerstwem, od 1932 należał do III Wileńskiej Drużyny Harcerskiej.
Podczas II wojny światowej w 1941 został deportowany przez sowietów w głąb ZSRR i znalazł się pod Archangielskiem. Po odzyskaniu wolności został żołnierzem Polskich Sił Zbrojnych w ZSRR gen. W. Andersa. Po ewakuacji ze Wschodu jako żołnierz 2 Korpusu Polskiego Polskich Sił Zbrojnych w szeregach 18 Lwowskiego batalionu strzelców w stopniu porucznika uczestniczył w walkach w bitwie o Monte Cassino w maju 1944, gdzie był dowódcą patrolu ścieżkowego, został dwukrotnie ciężko ranny. Później awansowany na stopień majora, w którym pozostawał do końca życia. 
Po zakończeniu wojny pozostał na emigracji. W 1947 wspólnie z żoną Genowefą był organizatorem pierwszego zlotu harcerskiego w angielskim Southrop. Od 1948 przebywał w Argentynie, gdzie zorganizował harcerstwo w Águila Blanca-Merlo pod Buenos Aires. Od 1955/1956 wraz żoną i synem przebywał w Stanach Zjednoczonych, osiedlając się w Hartford. Tam w 1956 jako podharcmistrz wraz małżonką założył wraz z nią koedukacyjną gromadę zuchów. Działał na rzecz harcerstwa. Był jednym z redaktorów oraz administratorem czasopisma „Znicz. Wiadomości Harcerskie”, oficjalnego organu informacyjnego Zarządu Okręgu Związku Harcerstwa Polskiego w Stanach Zjednoczonych. Czynnie działał w Stowarzyszeniu weteranów. Pełnił funkcję prezesa Koła Oddziałowego 18 LBS w Stanach Zjednoczonych. Od 1 marca 1972 był przewodniczącym Komitetu Obrony Cmentarza Orląt Lwowskich w Connecticut. 15 sierpnia 1976 w Narodowym Sanktuarium Matki Bożej Częstochowskiej w Doylestown dokonał odsłonięcia płaskorzeźby i urny z ziemią z Cmentarza Orląt Lwowskich. Z jego inicjatywy została wykonana urna-wotum z wygrawerowanymi nazwiskami 131 poległych żołnierzy 18 LBS, którą w 1983 poświęcono na Jasnej Górze. Był autorem publikacji pt. Z ziemi włoskiej do Polski. 18 Lwowski Batalion Strzelców, wydanej w 1984. W 1984 został mianowany harcmistrzem. Był także publicystą.
Zmarł 31 października 1990 w Newington. Został pochowany na cmentarzu przy Narodowym Sanktuarium Matki Bożej Częstochowskiej w Doylestown. Obok spoczęła jego żona Genowefa, także pochodząca z Wilna (1923–2004).

## Ordery i odznaczenia
- Krzyż Srebrny Orderu Virtuti Militari nr 10643[9][17][5]
- Krzyż Kawalerski Orderu Odrodzenia Polski (15 sierpnia 1976)[18][12]
- Krzyż Walecznych (dwukrotnie)[9]
- Krzyż Pamiątkowy Monte Cassino nr 19293[19][5]